# 小米MIX 2
小米MIX 2，是一款由小米科技於2017年9月11日所发表的Android系統全螢幕智能手机。小米MIX 2同樣由第一代小米MIX手機的设计师菲利普·斯塔克所设计。

## 經過
2017年8月30日，小米官方宣布將於9月11日在北京工業大學體育館舉辦小米MIX 2發表會。與此同時，小米台灣的總經理李佳峰則選在個人Facebook上表示小米MIX 2將會在台灣開賣。
2017年9月11日，小米官方在北京工業大學體育館舉辦小米MIX 2發表會。
2017年9月15日，小米MIX 2在中國大陸發售。
2017年10月17日，小米MIX 2在印度發售，但其售價比國行版稍貴。
2017年10月24日，小米MIX 2在台灣地區發售，單機價僅售14999元，但其上市規格有兩個版本。

## 規格
小米MIX 2搭載高通驍龍835處理器、基於Android 7.1的MIUI系統、5.99吋全面屏、6GB / 8GB記憶體、64GB / 128GB / 256GB儲存空間。支援全球4G所有頻段，採用四陶瓷機身設計、四軸 OIS 防震相機、導管式微型聽筒 + 超聲波距離傳感器的配置設計。

## 價格

### 中國大陸地區
6GB RAM+64GB ROM售價：3299元人民幣
6GB RAM+128GB ROM售價：3599元人民幣
6GB RAM+256GB ROM售價：3999元人民幣
8GB RAM+128GB ROM售價：4699元人民幣(Unibody全陶瓷尊享版)

### 香港地區
6GB RAM+128GB ROM售價：HKD4299

### 台灣地區
6GB RAM+64GB ROM售價：新台幣14999元
6GB RAM+128GB ROM售價：新台幣16599元

## 獲獎
以精美的一體式陶瓷機身、運用物理气相沉积鍍膜技術的相機金圈等特點，獲2018年iF產品設計獎